# Västerfärnebo
Västerfärnebo is een plaats in de gemeente Sala in het landschap Västmanland en de provincie Västmanlands län in Zweden. De plaats heeft 472 inwoners (2005) en een oppervlakte van 97 hectare.